# Bandera de la Regió de Brussel·les-Capital
La bandera de la Regió de Brussel·les-Capital va ser adoptada el 16 de maig de 1991 i posteriorment modificada i aprovada el 9 de gener de 2015 mostrant en el seu centre un estilitzat iris  (Iris pseudacorus) de pètals grocs amb un cor gris fimbriat en blanc sobre un fons blau.
La bandera fou adoptada, no exempta de polèmica, per 46 vots a favor, 30 en contra i 3 abstencions.
L'iris o lliri groc es tracta d'una planta molt adaptada a les zones d'aiguamolls i molt presents en aquest territori on creix en abundància. La llegenda diu que va donar una victòria clara al duc de Brabant en veure que creixia en abundància al voltant de les muralles de la ciutat i així saber per on portar les tropes enemigues perquè s'enfonsessin en els aiguamolls.

## Colors
El parlament de la regió en sessió ordinària de 2014 estableix els codis de color de la bandera.
| Model de color | Blau       | Groc        | Gris                           | Blanc         |
| -------------- | ---------- | ----------- | ------------------------------ | ------------- |
| Pantone        | Blau 072 C | Groc 102 C  | 100 % de 421 C o 65 % de 423 C | Blanc         |
| RAL            | 5022       | 1018        | 7004                           | Blanc         |
| RGB            | 10, 0, 190 | 255, 242, 3 | 184, 184, 186                  | 255, 255, 255 |
| HTML           | #0900BD    | #FFF202     | #B9B9BC                        | #FFFFFF       |

## Bandera anterior

Bandera de la Regió entre 1989-2015.

La Regió de Brussel·les-Capital, creada el 18 de juny de 1989 va adoptar l'iris com el símbol de la ciutat el 5 de març de 1991. El disseny de l'emblema va ser triat a través d'un concurs públic, el qual va ser guanyat pel dissenyador francès Jacques Richez i que ha desenvolupat la seva carrera professional a Bèlgica. Els colors blau i groc són els de la Unió Europea, de la qual Brussel·les n'acull una bona part d'institucions.
A partir del 2015 va entrar en vigor el nou disseny.

## Banderes derivades

Bandera de la Comissió de la Comunitat Neerlandòfona.
Bandera de la Comissió de la Comunitat Francòfona.